# Josia discipuncta
Josia discipuncta är en fjärilsart som beskrevs av Erich Martin Hering 1928. Josia discipuncta ingår i släktet Josia och familjen tandspinnare. Inga underarter finns listade i Catalogue of Life.